# Sienna Miller
Sienna Rosie Diana Miller (New York, 28 dicembre 1981) è un'attrice statunitense con cittadinanza britannica, candidata, tra gli altri riconoscimenti, al premio BAFTA nel 2008.
Nel 2008 ha ricevuto la candidatura al Premio BAFTA come migliore stella emergente. Per il ruolo di Tippi Hedren nel film TV The Girl ha ricevuto la candidatura al Golden Globe e al Premio BAFTA. Nel 2014 ha partecipato al film Foxcatcher - Una storia americana ed affianca Bradley Cooper nell'acclamato American Sniper di Clint Eastwood.

## Biografia
Nata a New York, Sienna ha passato gran parte della sua infanzia nello Wiltshire e a Londra. Figlia di genitori hippy, Edwin e Josephine Miller, si è trasferita giovanissima in Inghilterra, da dove in seguito è tornata a New York, dove ha studiato per un anno al Lee Strasberg Institute. Ha una sorella di nome Savannah, più grande di lei, stilista e designer, diplomata nella stessa scuola di John Galliano. Sua madre è Jo Miller, di origini sudafricane, direttrice della scuola d'arte drammatica Lee Strasberg, che la stessa Sienna ha frequentato per dodici mesi. Il padre è invece Ed Miller, bancario.
Dopo la separazione dei genitori, Miller si è stabilita con la sorella e la madre in Inghilterra dove ha preso il diploma presso l'Heathfield High School ad Ascot nel Surrey. Poi è ritornata a New York per studiare teatro e si è fatta notare da Tandy Anderson, titolare di Select Model Management, che l'ha lanciata nella moda. Ha debuttato nel 2001 con una piccola parte in South Kensington di Carlo Vanzina. Sono poi seguite alcune apparizioni televisive nella serie televisiva Keen Eddie. Tre anni dopo l'attrice ha ottenuto il primo ruolo di rilievo in The Pusher dove è apparsa al fianco di Daniel Craig, nel ruolo dell'affascinante Tammy, di cui XXXX si invaghisce perdutamente.

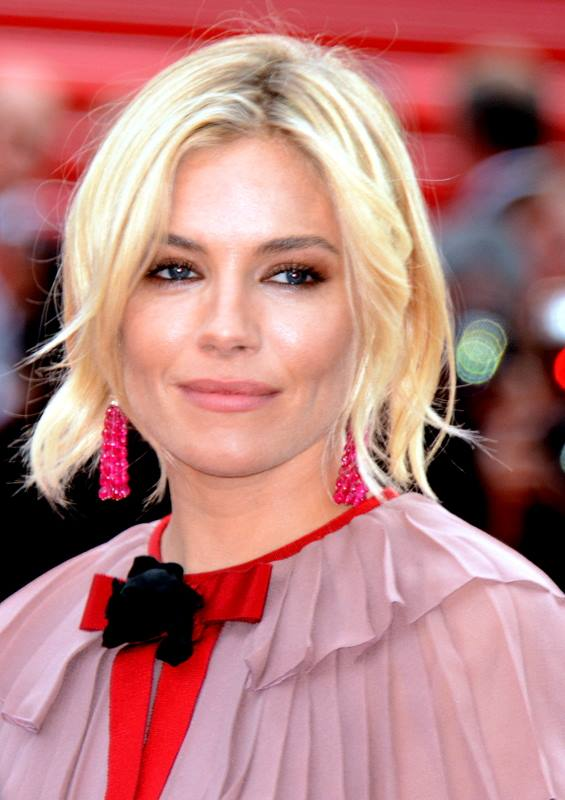
Sienna Miller al Festival di Cannes 2015.

Nel 2004 è stata scelta per interpretare la parte di Nikki - una bellissima, ma instabile ragazza - in Alfie, un remake del film del 1960 di Charles Shyer. Nel film ha conosciuto  Jude Law - protagonista del film - e tra i due è iniziata una relazione che s'interromperà prima delle nozze. Nel 2005 è stata al fianco di Heath Ledger in Casanova di Lasse Hallström; nel film Miller ha interpretato Francesca, l'unica donna che Casanova non è in grado di sedurre. Sienna Miller è inoltre stata scelta per partecipare alla produzione shakespeariana del Young Vic di Come vi piace, accolta positivamente dalla critica al Wyndham's Theatre del West End di Londra; lei interpretava Celia, al fianco di Helen McCrory, Dominic West e Reece Shearsmith.
Nel 2006 è stata la protagonista del controverso biopic Factory Girl, ispirato alla figura di Edie Sedgwick, musa di Andy Warhol. Nel 2007 ha interpretato tre film, Interview; il fantasy Stardust e I misteri di Pittsburgh. È apparsa sul Calendario Pirelli ed ha posato per la rivista Vanity Fair, inoltre è stata la testimonial della Tod's e del profumo Boss Orange. Nel 2012 ha ottenuto la sua prima nomination ai Golden Globe e ai BAFTA per il film The Girl - La diva di Hitchcock. Nello stesso anno ha esordito come cantante, incidendo il singolo Hate & Love in duetto con il cantautore Jack Savoretti.
Nel 2014 ha partecipato alla pellicola American Sniper di Clint Eastwood e a Foxcatcher - Una storia americana. Nel 2015 ha debuttato a Broadway per sostituire Emma Stone nel musical Cabaret con Alan Cumming. Nel mese di maggio ha fatto parte della giuria della 68ª edizione del Festival di Cannes. Sempre nel 2015 avrebbe dovuto prendere parte al film Black Mass - L'Ultimo Gangster di Scott Cooper, basato sulla storia del famigerato criminale statunitense James Bulger, ma la sua parte (quella dove lei avrebbe interpretato Catherine Craig, nota per essere la convivente di Bulger) è stata tagliata dal regista per esigenze narrative.

## Vita privata
Nel 2003 ha iniziato una relazione con l'attore Jude Law, i due si sono fidanzati ufficialmente il giorno di Natale del 2004. Si sono separati nel 2006, perché Jude l'aveva tradita con la baby-sitter dei suoi figli. Durante il processo per la separazione si è venuto poi a scoprire, grazie ad intercettazioni telefoniche, che lei tradiva a sua volta il compagno con l'attore Daniel Craig. 
È stata brevemente fidanzata nel 2008 con l'attore Rhys Ifans. Sempre nel 2008 ha avuto un flirt con l'attore Balthazar Getty, sposato e padre di quattro figli, causando molto scalpore nella cronaca rosa.
Nel dicembre del 2009 è stata riportata la notizia che Miller e Jude Law hanno ripreso la loro relazione; i due hanno passato insieme il Natale a Barbados con i tre figli di lui. La relazione si è conclusa definitivamente nel febbraio 2011. I due sono comunque rimasti in rapporti amichevoli. 
Nel 2011 l'attrice si è legata all'attore Tom Sturridge; nel gennaio 2012 è stata resa pubblica la notizia della sua gravidanza. Il 7 luglio 2012, in una clinica londinese, ha dato alla luce una bambina, Marlowe Ottoline Layng. Nel luglio 2014 la relazione è terminata.
Tra il 2019 e il 2020 l'attrice è stata fidanzata con Lucas Zwirner, figlio del gallerista David Zwirner. I due si sono lasciati nonostante il matrimonio fosse stato dato per sicuro. Dal 2021 ha una relazione con l'attore Oli Green, di quasi 16 anni più giovane, col quale ha avuto una figlia nel 2024.

## Filmografia

### Cinema
- South Kensington, regia di Carlo Vanzina (2001)
- Sogni di gloria (The Ride), regia di Gaby Dellal (2002)
- Sogni di gloria - La rivincita di Raf (High Speed), regia di Jeff Jensen (2003)
- The Pusher (Layer Cake), regia di Matthew Vaughn (2004)
- Alfie, regia di Charles Shyer (2004)
- Casanova, regia di Lasse Hallström (2005)
- Factory Girl, regia di George Hickenlooper (2006)
- Interview, regia di Steve Buscemi (2007)
- Stardust, regia di Matthew Vaughn (2007)
- Camille, regia di Gregory Mackenzie (2007)
- I misteri di Pittsburgh (The Mysteries of Pittsburgh), regia di Rawson Marshall Thurber (2008)
- The Edge of Love, regia di John Maybury (2008)
- G.I. Joe - La nascita dei Cobra (G.I. Joe: The Rise of Cobra), regia di Stephen Sommers (2009)
- Yellow, regia di Nick Cassavetes (2012)
- Two Jacks, regia di Bernard Rose (2012)
- Just Like a Woman, regia di Rachid Bouchareb (2012)
- Una rete di bugie (A Case of You), regia di Kat Coiro (2013)
- Foxcatcher - Una storia americana (Foxcatcher), regia di Bennett Miller (2014)
- American Sniper, regia di Clint Eastwood (2014)
- Affare fatto (Unfinished Business), regia di Ken Scott (2015)
- Mississippi Grind, regia di Anna Boden e Ryan Fleck (2015)
- Il sapore del successo (Burnt), regia di John Wells (2015)
- High-Rise - La rivolta (High-Rise), regia di Ben Wheatley (2016)
- Civiltà perduta (The Lost City of Z), regia di James Gray (2016)
- La legge della notte (Live by Night), regia di Ben Affleck (2016)
- An Imperfect Murder (The Private Life of a Modern Woman), regia di James Toback (2017)
- Il ricevitore è la spia (The Catcher Was a Spy), regia di Ben Lewin (2018)
- American Woman, regia di Jake Scott (2018)
- City of Crime (21 Bridges), regia di Brian Kirk (2019)
- Vagando nell'oscurità (Wander Darkly), regia di Tara Miele (2020)
- North Star, regia di Kristin Scott Thomas (2023)
- Horizon: An American Saga - Capitolo 1 (Horizon: An American Saga - Chapter 1), regia di Kevin Costner (2024)

### Televisione
- Keen Eddie – serie TV, 13 episodi (2003-2004)
- The Girl - La diva di Hitchcock (The Girl), regia di Julian Jarrold – film TV (2012)
- The Loudest Voice - Sesso e potere (The Loudest Voice) – miniserie TV, 7 puntate (2019)
- Anatomia di uno scandalo (Anatomy of a Scandal), regia di S. J. Clarkson – miniserie TV (2022)
- Extrapolations – miniserie TV, puntate 1-2-8 (2023)
- Curb Your Enthusiasm – serie TV, episodi 12x03-12x05-12x06 (2024)

## Teatro
- Come vi piace, di William Shakespeare, regia di David Lan. Wyndham's Theatre di Londra (2005)
- After Miss Juliet, di Patrick Marber, regia di Mark Brokaw. American Airlines Theatre di Broadway (2009)
- Flare Path, di Terence Rattigan, regia di Trevor Nunn. Haymarket Theatre di Londra (2011)
- Cabaret, libretto di Joe Masteroff, colonna sonora di John Kander, testi di Fred Ebb, regia di Sam Mendes. Studio 54 di Broadway (2015)
- La gatta sul tetto che scotta, di Tennessee Williams, regia di Benedict Andrews. Apollo Theatre di Londra (2017)

## Doppiatrici italiane
Nelle versioni in italiano delle opere in cui ha recitato, Sienna Miller è stata doppiata da:
- Francesca Fiorentini in Factory Girl, Interview, G.I. Joe - La nascita dei Cobra, The Girl - La diva di Hitchcock, Foxcatcher - Una storia americana, Mississippi Grind, Civiltà perduta, Vagando nell’oscurità, Extrapolations - Oltre il limite
- Selvaggia Quattrini in American Sniper, La legge della notte, The Loudest Voice - Sesso e potere, City of Crime, American Woman, Horizon: An American Saga - Capitolo 1
- Ilaria Stagni in The Pusher, Alfie, Casanova
- Federica De Bortoli in Stardust, Il sapore del successo
- Chiara Gioncardi in Camille, Just Like a Woman
- Domitilla D'Amico in Anatomia di uno scandalo
- Monica Ward in Keen Eddie
- Rachele Paolelli in I misteri di Pittsburgh
- Daniela Calò in The Edge of Love
- Silvia Pepitoni in Una rete di bugie
- Laura Romano in Affare fatto
- Claudia Catani in The Catcher Was a Spy
- In South Kensington recita con la sua voce